# Eleutherodactylus iberia
Eleutherodactylus iberia é uma espécie de rã da família Eleutherodactylidae endémica de Cuba. É uma das menores espécies de tetrápode do mundo, empatado com Brachycephalus didactylus, atingindo apenas 10 mm de comprimento no estado adulto.